# 伊塔基里
伊塔基里（西班牙語：Itakyry），是巴拉圭的城鎮，位於該國東部，由上巴拉那省負責管轄，距離亞松森435公里，始建於1946年7月2日，面積1,964平方公里，海拔高度249米，2002年人口23,765，人口密度每平方公里12.1人。